# 키와속
키와속(Kiwa)은 심해의 열수 분출공과 냉수 용출대에서 사는 해양 십각류 속이다. 이 갑각류는 흔히 "설인게"(雪人-)로 부르기도 한다. 키와상과(Kiwaoidea), 키와과(Kiwaidae)의 유일속으로 분류하고 있다. 2종이 기술되어 있으며, 한 종은 2005년에 발견한 키와 히르수타(Kiwa hirsuta)이며, 나머지 한 종은 2006년에 발견한 키와 푸라비다(Kiwa puravida)이다. 세 번째 종은 호프게(Hoff crab)로 알려져 있으며, 스코샤해의 동스코샤 릿지에서 발견되었지만, 현재까지는 미기록종이다. 그러나 미토콘드리아 DNA와 핵 리보솜 RNA 분석 결과에 의하면, 이 종은 키와 히르수타와 유전적으로 구별된다.
K. hirsuta와 새로운 남서 인도 해령 종의 '털'(정확히는 세타(setae))에서 발견되는 황산화 박테리아의 존재로 미루어 보아, 이들 종은 사체를 섭취하는 것 외에도 박테리아를 먹이로 삼을 수 있을 것으로 보인다. 이 박테리아 중 일부는 집게의 강모(털)에 서식하며, 이는 먹기 위해 의도적으로 ‘재배’된 것으로 여겨진다. K. puravida의 경우, 해당 박테리아가 확인되었고, 이를 먹는 행동 또한 관찰되었으며, 박테리아의 먹이인 메탄과 황화수소의 흐름을 증가시키기 위한 것으로 보이는 게의 주기적이고 리드미컬한 움직임도 기록되었다. 남서 인도 해령의 새로운 종은 암수 간 선호 온도가 다른데, 수컷은 따뜻한 물을 선호하는 반면, 알을 품은 암컷과 어린 개체는 가장 차가운 물을 선호하는 경향을 보인다.

## 범위 및 서식지
Kiwa 속의 종들은 여러 지역에서 발견되며, 주로 심해의 특수한 환경에서 자주 목격된다. 현재까지 공식적으로 기술된 네 가지 종이 있다:
1. Kiwa hirsuta
  - 발견 연도: 2005년
  - 발견 장소: 태평양-남극 해령(Pacific-Antarctic Ridge)
  - 특징: 황산화 박테리아가 '털'에 서식하며, 이들이 박테리아를 먹이로 삼는다는 연구가 있다.
2. Kiwa puravida
  - 발견 연도: 2006년
  - 발견 장소: 동태평양의 한랭 용출지(cold seeps)
  - 특징: 메탄과 황화수소의 흐름을 증가시키는 주기적인 리듬 운동을 보인다. 이는 박테리아 먹이인 메탄과 황화수소의 흐름을 증가시키기 위해 의도적으로 행동하는 것으로 보인다.
3. Kiwa tyleri (호프 크랩)
  - 발견 장소: 이스트 스코샤 해령(East Scotia Ridge)
  - 특징: 비공식적으로 '호프 크랩'으로 불리며, 이름은 이 종의 독특한 모습과 관련이 있다.
4. Kiwa araonae
  - 발견 장소: 오스트레일리아-남극 해령(Australian-Antarctic Ridge)
  - 특징: 이 종은 다른 Kiwa 속의 생물들과 유사한 생리적 특성을 지닌다.

두 가지 유사하지만 아직 기술되지 않은 종이 각각 남서 인도 해령(South West Indian Ridge)의 열수 분출공과 갈라파고스(갈라파고스 제도)의 열수 분출공에서 발견되었다. 세 번째로 아직 기술되지 않은 Kiwa 속의 종은 2010년 남극해 동부 스코샤 해령(East Scotia Ridge)의 열수 분출공에서 발견되었다. 이 종은 앞의 두 종에 비해 집게가 비례적으로 훨씬 짧고, 박테리아가 자라는 세타가 대부분 배측 갑각(ventral carapace)에 집중되어 있는 특징을 보인다.
DNA 분석을 통해 서로 다른 종들의 구별이 확인되었으며, 이들은 수백만 년 전에 서로 갈라진 것으로 밝혀졌다. K. araonae와 K. puravida는 형태학적 및 분자 계통학적 증거에 따르면, 12,000킬로미터 떨어져 있음에도 불구하고 밀접한 관계가 있는 것으로 간주된다. 동태평양의 에오세-올리고세 경계에 해당하는 화석에 대한 연구는 각 서식지의 깊은 온도가 감소하고 환기가 증가한 것이 종의 분화를 촉진했을 가능성을 시사한다. 마찬가지로, 미오세 중기 화석(열대 동태평양에서 발견된 화석)은 K. puravida라는 일종의 예티 게의 진화가 낮은 심해 온도와 일치할 수 있음을 나타낸다.

## 생물학

### 먹이 섭취
Kiwa 속 갑각류는 심해 생태계에서 중요한 역할을 하며, 1차 소비자로서 열수 분출공 커뮤니티의 생물 다양성에 기여한다. 열수 분출공에서는 햇빛이 전혀 도달하지 않기 때문에, 이곳의 생물들은 에너지를 얻는 데 큰 어려움을 겪는다. 햇빛이 제공할 수 없는 지방산과 탄소 동위원소는 생명 유지에 필수적이므로, Yeti crabs는 공생 박테리아를 주요 먹이 자원으로 의존한다.
Yeti crabs는 갑각류의 외부 부속지에 있는 털 모양의 세타(setae)에 서식하는 화학합성 박테리아를 먹는다. 이러한 식습관은 Shinkaia crosnieri와 Rimicaris exoculata와 같은 다른 생물들도 비슷하게 보인다.
Kiwa puravida는 먹이를 '농사' 짓는 독특한 방법으로 유명하다. 이 방법 덕분에 Yeti crabs는 "춤추는 게(dancing crab)"라는 별명을 얻게 되었다.연구자들은 Yeti crabs가 차가운 용출지(cold seeps) 근처에서 집게를 흔드는 모습을 관찰했는데, 이 동작은 마치 춤을 추는 것처럼 보인다. 그러나 이 춤은 사실 이들이 박테리아를 '농사'하는 방식이다. 집게를 흔들면, 박테리아가 자생하는 세타 주변의 물이 휘저어져, 박테리아가 성장할 수 있도록 필요한 화학물질을 공급받게 된다. 이렇게 자신만의 음식을 기르는 방식으로, Yeti crabs는 심해의 가혹한 환경에서 쉽게 접근할 수 있는 먹이 자원을 확보할 수 있다.

### 번식
Yeti crabs의 번식 행동에 대해서는 아직 알려진 바가 많지 않다. 지금까지 연구된 대부분의 정보는 Kiwa puravida에서 얻어진 것이다.[21] 과학자들은 수컷이 암컷보다 더 큰 집게를 가지고 있다는 사실을 발견했으며, 이는 수컷들 간에 암컷을 차지하기 위한 경쟁적 상호작용이 있을 수 있음을 시사한다.이 행동은 수정 전 경비형 번식 시스템(precopulatory guarding type mating system)과 유사한데, 이는 십각목의 번식 행동 중 하나로, 짝을 이루는 두 개체 간의 긴 상호작용과 수컷 간의 높은 공격성을 특징으로 한다.
또 다른 종인 K. tyleri에서는 수컷들이 열수 분출공에 가장 가까운 지역에서 그룹을 이루는 반면, 암컷들은 이 밀집 지역에서 더 떨어진 곳에서 발견되었다. 이는 알을 가진 암컷들이 열수 분출공 근처의 높은 온도를 피하고 알의 발달을 보호하기 위해 더 차가운 지역으로 이동해야 하기 때문일 수 있다.

## 적응
Yeti crabs는 다양한 적응 특성을 가지고 있다. 그 중 하나는 Kiwa puravida 종에서 박테리아를 농사짓기 위한 세타(setae)의 성장이다. 세타의 종류와 상태에 따라 다소 차이가 있다. 세타는 서로 인접하게 배치된 두 가지 유형으로 나뉜다. 좁고 유연한 세타들이 더 두껍고 제한적인 세타들이 있는 줄을 감싸고 있다. 암컷은 알이 수정되고 유충이 발달하는 동안 열수 분출공 환경에서 약간 벗어나기 때문에, 알을 품은 암컷은 열수 분출공에서 멀리 떨어져 있을 때 갑각이 건강하지 않아 세타가 더 많이 퇴화되고 갈색을 띠게 된다.
Kiwa tyleri 종에서 발견된 또 다른 적응은 다리 끝 부분(프로포두스, propodus)에 척추가 형성된 것이다. 이 적응은 Yeti crabs에게 유리한데, 이는 갑각류가 열수 분출공의 가파른 굴뚝에 달라붙는 데 도움이 된다. 또한, Yeti crabs의 짧고 단단한 체형은 열수 분출공 환경을 이동하는 데 유리하다.
과학자들은 수컷 Yeti crabs가 암컷보다 더 큰 집게를 가지고 있다는 사실을 발견했으며, 이는 더 큰 집게가 번식적인 이점을 제공하기 위한 성 선택에 의한 것일 수 있음을 시사한다.[21] 이전 연구에 따르면, 집게는 방어 기작으로 작용한다고 한다. 연구자들은 Yeti crabs가 집게를 사용하여 싸우거나, 포식자를 쫓아내기 위해 집게를 흔드는 행동을 관찰한 바 있다. 또한, 더 큰 집게는 공생 박테리아 농사를 위한 더 많은 표면적을 제공하기 때문에 생존력에도 유리한 이점을 제공할 수 있다.